# Dave Fennoy
Dave Henderson Fennoy (ur. 20 stycznia 1952 w Silver Spring) – amerykański aktor głosowy, podkładający głos w grach wideo, filmach oraz programach telewizyjnych.

## Życiorys
Fennoy urodził się w Silver Spring w stanie Maryland, a następnie przeprowadził się do Cleveland w Ohio. W liceum był prezesem klubu teatralnego i wyreżyserował, a także występował w kilku przedstawieniach. Zwykł użyczać swojego głosu w radiu, dopóki kolega nie zasugerował mu, że powinien podjąć próbę pracy jako aktor głosowy. Od tego czasu stworzył domowe studio aktorskie.
Jego głos można usłyszeć w wielu produkcjach filmowych i telewizyjnych, a także w grach wideo, m.in. Mass Effect 2, Mafii II, Fallout: New Vegas, Fallout 4 oraz Mafii III.